# 螣蛇十七
仙女座7，又名BD+48 3964，HD 219080、SAO 52787、HR 8830，是仙女座的一颗恒星，视星等为4.52，位于銀經106.87，銀緯-10.36，其B1900.0坐标为赤經23h 7m 57.9s，赤緯+48° -10.36′ 36″。